# Acanthephyridae
Acanthephyridae is een familie van kreeftachtigen uit de klasse van de Malacostraca (hogere kreeftachtigen).

## Geslachten
- Acanthephyra A. Milne-Edwards, 1881
- Ephyrina Smith, 1885
- Heterogenys Chace, 1986
- Hymenodora G.O. Sars, 1877
- Kemphyra Chace, 1986
- Meningodora Smith, 1882
- Notostomus A. Milne-Edwards, 1881
- Tropiocaris Spence Bate, 1888